# Gnophos subfulvaria
Gnophos subfulvaria är en fjärilsart som beskrevs av Franz Dannehl 1933. Gnophos subfulvaria ingår i släktet Gnophos och familjen mätare. Inga underarter finns listade i Catalogue of Life.